# Leende dansmusik 2013
Leende dansmusik 2013 är ett studioalbum från 2013 av Matz Bladhs.

## Låtlista
1. Tänker du på mig i ensamhet (Stefan Brunzell, Ulf Georgsson)
2. En bit av himlen (Thomas G:son)
3. Det du gör med mig (Thomas Berglund, Thomas Persson, Ulf Georgsson)
4. Det sägs att kärleken är evig (Magnus Ekwall, Lennart Dahlberg)
5. Hold Me (Johnny Thunqvist, Kaj Svenling, Torben Eschen)
6. Diggety Doggety (William Erman)
7. Halvvägs till himlen (Thomas G:son, Henrik Sethsson)
8. När du ser på mig (Billy Heil)
9. Mitt lilla krypin (Paul Sahlin)
10. Ingen större hemlighet (Thomas Berglund, Ulf Georgsson, Henrik Sethsson)
11. Har jag sagt till dig idag (Hasse Andersson)
12. Vi har så mycket att säga varandra (Jules Sylvain, Åke Söderblom)
13. Inte vet jag (Dick Karlsson, Ulf Börjesson)
14. You Raise Me Up (Rolf Løvland)
15. Jag vill bara va en gammal man (Mikael Wiehe)

## Listplaceringar
| Lista (2013) | Topplacering |
| ------------ | ------------ |
| Sverige      | 9            |

### Fotnoter
1. ↑  ”Historia”. Conny Nilssons webbplats. 27 februari 2013. Arkiverad från originalet den 16 oktober 2014. https://web.archive.org/web/20141016215144/http://www.xn--snggldje-4zaf.se/historia. Läst 12 oktober 2014.
2. ↑  ”Leende dansmusik 2013”. Svensk mediedatabas. 27 februari 2013. http://smdb.kb.se/catalog/id/002922139. Läst 12 oktober 2014.
3. ↑  ”Leende dansmusik 2013”. Swedischcharts. 27 februari 2013. http://swedishcharts.com/showitem.asp?interpret=Matz+Bladhs&titel=Leende+dansmusik+2013&cat=a. Läst 12 oktober 2014.